# Grupo Formica rufa
El grupo Formica rufa es un grupo sub-género dentro del género Formica, el cual fue propuesto por William Morton Wheeler. Este grupo contiene especies de Formica constructoras de montículos; son comúnmente denominadas "hormigas de la madera" u "hormigas de los montículos". La especie tipo del grupo es Formica rufa.

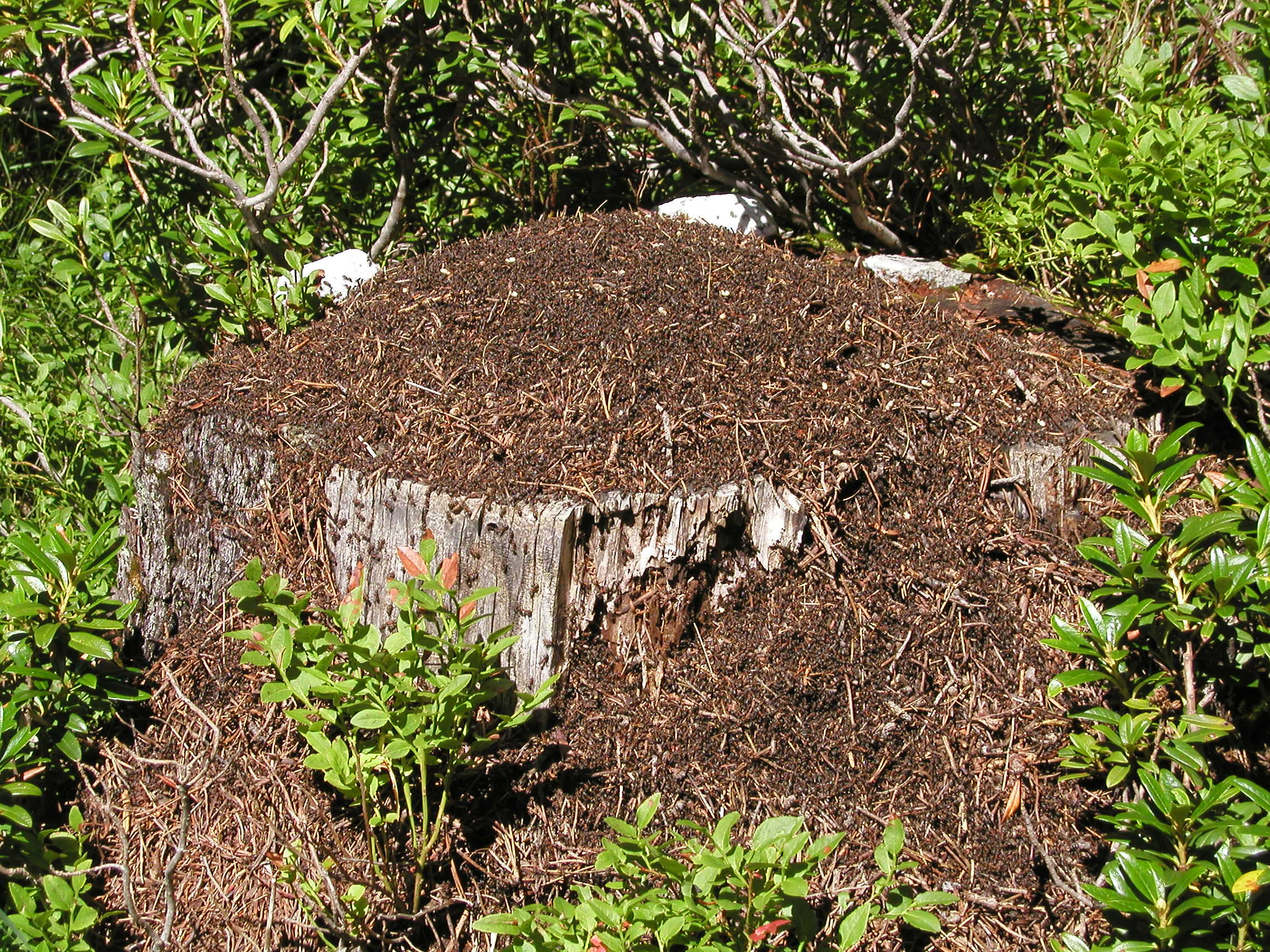
Montículo típico de Formica construido con residuos del bosque sobre un tronco podrido, recubierto por hormigas obrerras que salen a forrajear.

Las especies europeas que incluye son:
- Formica aquilonia Yarrow (1955)
- Formica lugubris Zetterstedt (1838)
- Formica paralugubris Seifert (1996)
- Formica polyctena Förster (1850)
- Formica pratensis Retzius (1783)
- Formica rufa Linnaeus (1761)
- Formica truncorum Fabricius (1804)
- Formica uralensis Ruzsky (1895)
- Formica yessensis Wheeler (1916)

Los miembros británicos del grupo Formica rufa son:
- Formica aquilonia Yarrow (1955)
- Formica lugubris Zetterstedt (1838)
- Formica pratensis Retzius (1783)
- Formica rufa Linnaeus (1761)

Este grupo particular de hormigas pueden habitar bosques abiertos tanto de madera dura o blanda, bosques densos de pino, and aun páramos. Estas hormigas son polimórficas, las castas más grandes pueden llegar a medir 10 mm de largo. Producen ácido fórmico en sus abdómenes y pueden dispararlo a 12 cm de distancia. Las especies previamente atribuidas al grupo Microgyna fueron transferidas en 1986 al grupo Rufa por Wheelers.
Tienen más de una reina, es decir son poligínicas. Algunas especies construyen enormes colonias de nidos que pueden llegar a tener centenares o miles de hormigueros. Una de estas supercolonias en Japón tiene más de 300 millones de hormigas y alrededor de un millón de reinas.
Los miembros de Norteamérica son:
- Formica ciliata Mayr (1886)
- Formica coloradensis Creighton (1940)
- Formica comata Wheeler (1909)
- Formica criniventris Wheeler (1912)
- Formica dakotensis Emery (1893)
- Formica fossaceps Buren (1942)
- Formica integra Nylander (1856)
- Formica integroides Emery (1913)
- Formica laeviceps Creighton (1940)
- Formica microgyna Wheeler (1903)
- Formica mucescens Wheeler (1913)
- Formica obscuripes Forel (1886)
- Formica obscuriventris Mayr (1970)
- Formica oreas Wheeler (1903)
- Formica planipilis Creighton (1940)
- Formica propinqua Creighton (1940)
- Formica ravida Creighton (1940)
- Formica reflexa Buren (1942)
- Formica subnitens Creighton (1940)